# آلمان کلونیرو

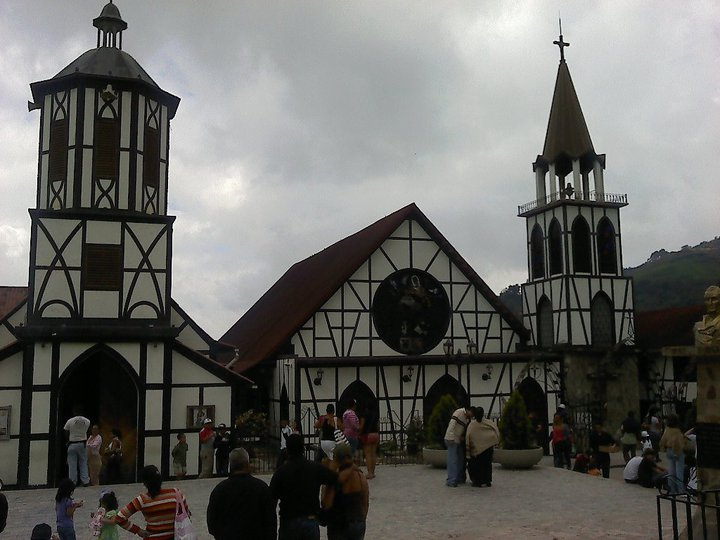
آلمان

آلمان کلونیرو گویشی متعلق به شاخه آلمانیش سفلا می‌باشد که گویشوران آن در مهاجرنشین تووار در کشور ونزوئلا زندگی می‌کنند.
این گویش همانند سایر گویش‌های آلمانیش برای گویشوران آلمانی استاندارد به راحتی قابل فهم نیست. گویشوران این زبان از نسل مهاجرینی هستند که در سال ۱۸۴۳ از جنگل سیاه در ایالت بادن آلمان (در بادن-وورتمبرگ کنونی) به ونزوئلا مهاجرت کردند. بیشتر این افراد به زبان اسپانیایی نیز صحبت می‌کنند و وامواژه‌های بسیاری از اسپانیایی وارد این زبان شده‌است.